# Ål
Ål – norweskie miasto i gmina leżąca w regionie Buskerud.
Ål jest 84. norweską gminą pod względem powierzchni.

## Demografia
Według danych z roku 2005 gminę zamieszkuje 4670 osób. Gęstość zaludnienia wynosi 3,98 os./km². Pod względem zaludnienia Ål zajmuje 205. miejsce wśród norweskich gmin.
| ludność stan na 1 stycznia 2005 |         |           |       |
|                                 | kobiety | mężczyźni | razem |
| osób                            | 2272    | 2398      | 4670  |
| %                               | 48,65%  | 51,35%    | 100%  |

| wykształcenie stan na 1 października 2004 |        |         |        |        |
|                                           | podst. | średnie | wyższe | niezn. |
| osób                                      | 695    | 2233    | 683    | 70     |
| %                                         | 18,88% | 60,66%  | 18,55% | 1,9%   |

## Edukacja
Według danych z 1 października 2004:
- liczba szkół podstawowych (norw. grunnskolar): 7
- liczba uczniów szkół podst.: 671

## Władze gminy
Według danych na rok 2011 administratorem gminy (norw. rådmann) jest Bjørgulv Noraberg, natomiast burmistrzem (norw. ordfører, d. borgermester) jest Torleif T. Dalseide.

## Zabytki
Najważniejszym zabytkiem gminy jest kościół słupowy Torpo stavkirke z 1192 roku.